# Železniční trať Diakopto–Kalavryta
Železniční trať Diakopto–Kalavryta (řecky Οδοντωτός σιδηρόδρομος Διακοπτού - Καλαβρύτων) je 22 kilometrů dlouhá ozubnicová úzkorozchodná trať v severní části poloostrova Peloponés. Vede ze stanice Diakopto na trati Kiato–Patras kaňonem říčky Vouraikos (Βουραϊκός) do Kalavryty. Byla postavena v letech 1889 až 1896.
Náklady na výstavbu trati několikanásobně překročily původní odhady, k uvažovanému prodloužení až do Tripolisu tak nedošlo.